# تنافلی (نیوجرسی)
تنافلی (به انگلیسی: Tenafly) شهری در ایالت نیوجرسی کشور ایالات متحده آمریکا است که جمعیت آن در سرشماری سال ۲۰۱۰ میلادی، ۱۴٬۴۸۸ نفر بوده‌است.